# Trichonotulus mirei
Trichonotulus mirei är en skalbaggsart som beskrevs av Bordat 1984. Trichonotulus mirei ingår i släktet Trichonotulus och familjen Aphodiidae. Inga underarter finns listade i Catalogue of Life.